# Нефритовий кулон (фільм)
«Нефритовий кулон» (англ. The Jade Pendant) — американський вестерн 2017 року, знятий Леонґом По-Чі, в головних ролях якого Ґодфрі Ґао в ролі Тома Вонґа і Клара Лі в ролі Півонії. Фільм розповідає про трагічну історію кохання, що призвела до найбільшого масового лінчування в американській історії 19 китайських іммігрантів в Чайнатауні Лос-Анджелеса 1871 року. Знято у штаті Юта.

## Сюжет
Трагічна історія кохання оповідає про подорож молодої дівчини і головної героїні фільму Півонії (Клара Лі), яка, рятуючись від шлюбу за розрахунком у Китаї, обманом змушена підписати контракт на роботу «квітницею» в Америці разом з її подругою Лілією (Ніна Ву). Її рішучість та навички бойових мистецтв допомагають їй протистояти світові проституції, а потім вона зустрічає Тома (Ґодфрі Ґао), американського кухаря китайського походження, чий батько пан Вонґ (Рассел Вонґ) працює на Трансконтинентальній залізниці. Незважаючи на зміну гендерних ролей Півонії і Тома, стосунки процвітають до шлюбу та народження дитини. Протягом усього фільму Півонія носить круглу підвіску із зеленого нефриту у вигляді диска, подаровану їй бабусею, щоб принести їй удачу й захист. Однак не все так радісно, бо голова гонконґської Тріади Ю Хінґ (Ці Ма) прагне поширити свою владу на Америку та бажає отримати Півонію для власних потреб. Цей фільм розповідає про першу велику китайську міграцію до Сполучених Штатів Америки та випущений у річницю найбільшого масового самосуду в американській історії 19 китайських переселенців у китайському кварталі Лос-Анджелеса 1871 року.

## В ролях

Огляд головних акторів
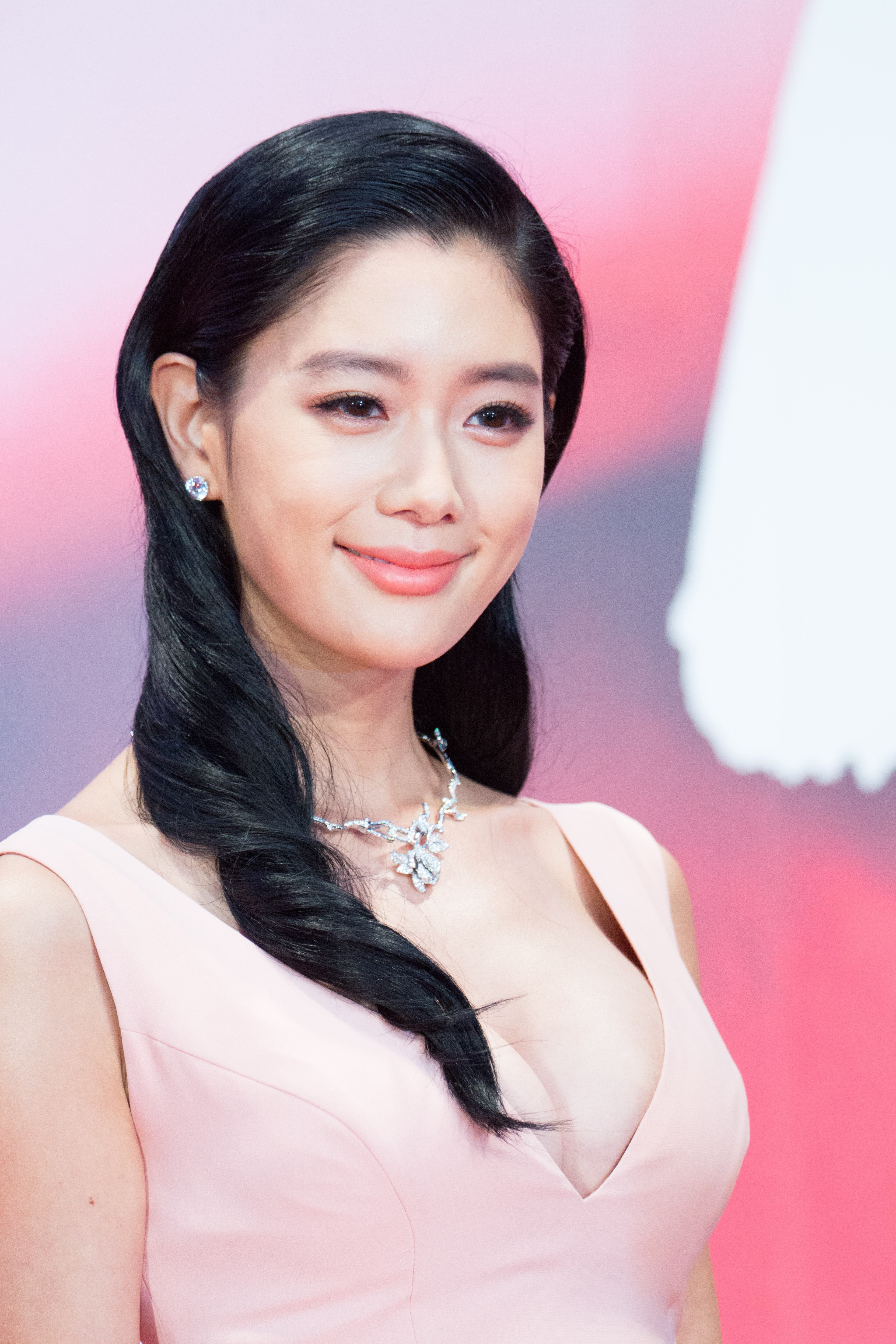
Клара Лі
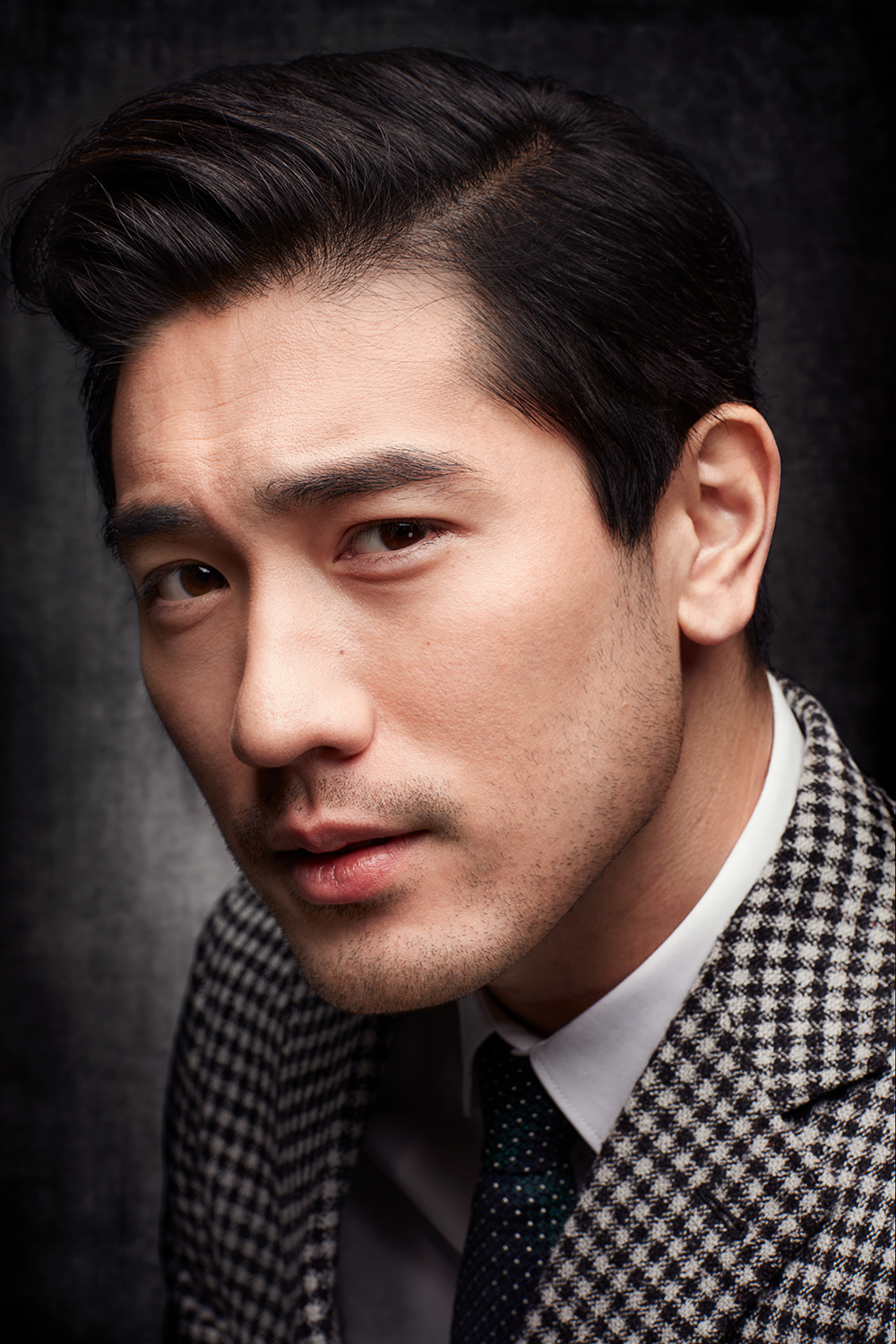
Ґодфрі Ґао
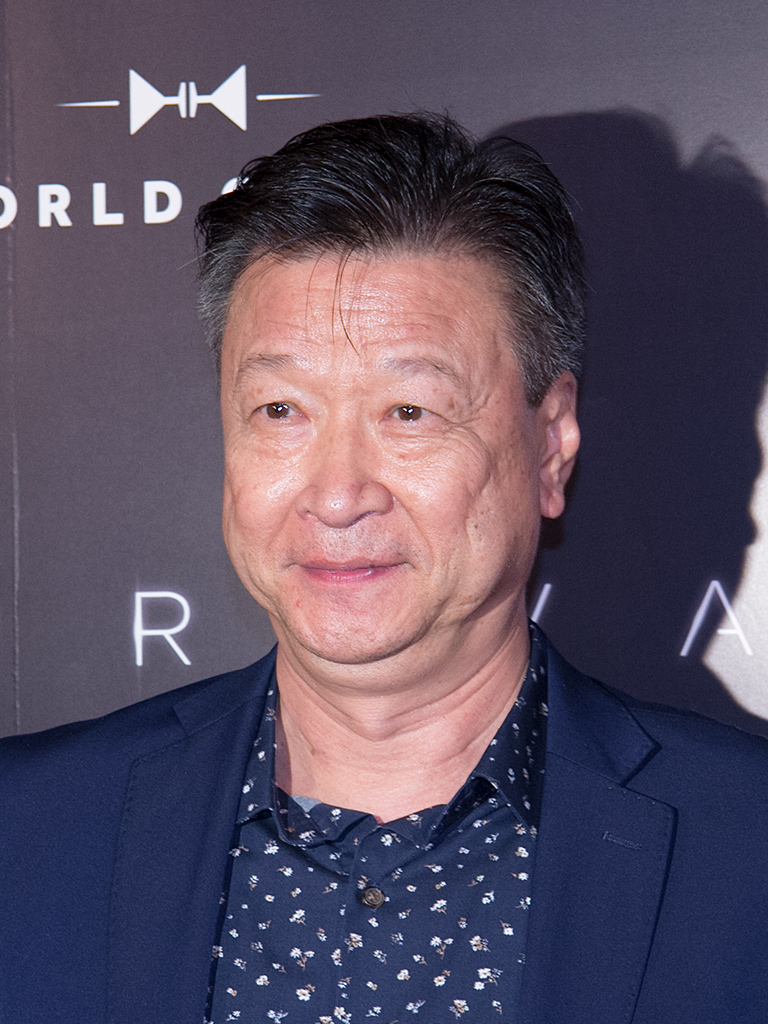
Ці Ма
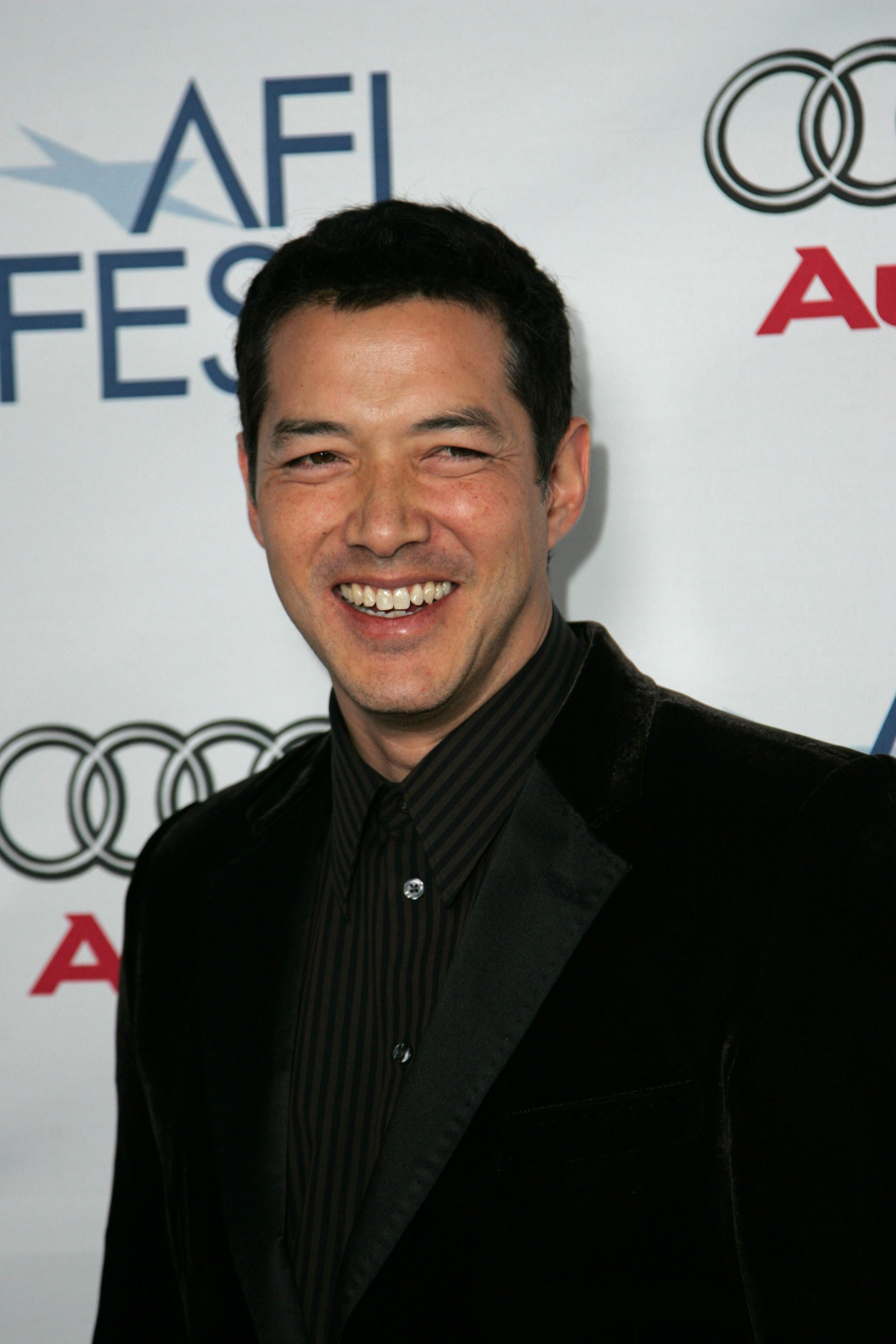
Рассел Вонґ
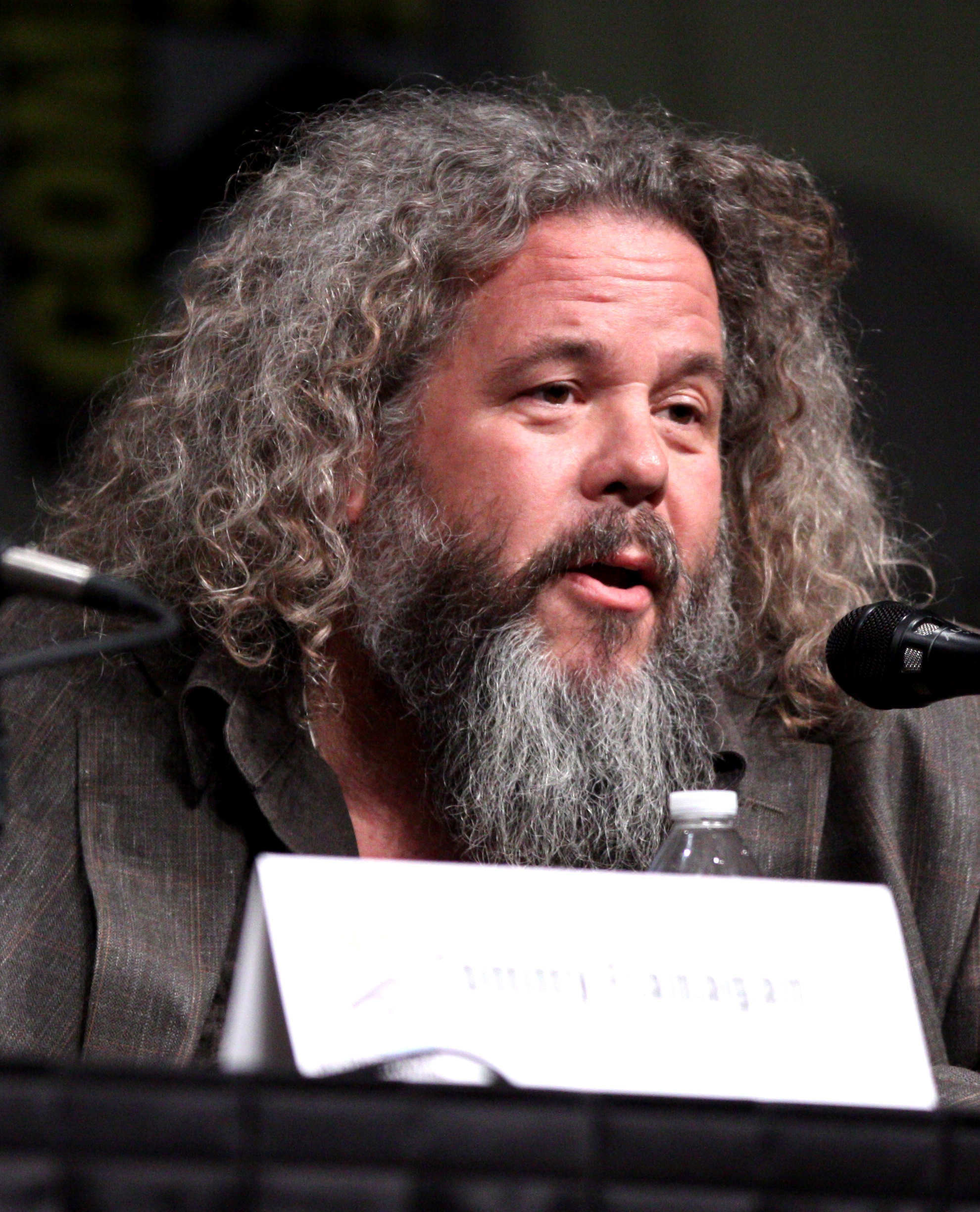
Марк Бун мол.

- Ґодфрі Ґао — Том Вонґ (Tom Wong, 湯姆・黃)
- Клара Лі[en] — Півонія (Peony, 牡丹) / Ін Ін Люн Вонґ (Ying Ying Leung Wong, 黃粱瑩瑩)
- Браян Янґ[en] — Сем (Sam, 三姆)
- Цай Чін[en] — пані Понґ (Madame Pong, 龐太太)
- Рассел Вонґ[en] — пан Лім Вонґ (Wong Lim, 黃廉)
- Чен Тан[en] — Джо Лі (Joe Lee, 李喬)
- Джеймі Гарріс — Роберт Томпсон (Robert Thompson)
- Ніна Ву — Лілія (Lily, 莉莉)
- Сью Вонг[en] — По Пінґ (Po Ping, 王太太)
- Едвард Цзо — Мей Сонґ (Mei Song, 宋眉)
- Крістін Ко[en] — Мей (May, 梅)
- Сонґ Ганц — грубий чолов'яга
- Реймонд Ма — доктор Тонґ (董大夫)
- Марк Бун молодший — капітан Вінн
- Ці Ма — Ю Хінґ (Yu Hing, 余興)

## Сприйняття
Великі голлівудські студії спочатку відкинули ідею вестерну з акторським складом переважно азійського походження, що було б прийнятно лише у фільмі про ґунфу. Утім історія сподобалася незалежному продюсеру Томасу Леонґу, який 2015 року погодився на проєкт. «Нефритовий кулон» отримав нагороду «Золотий ангел» за «найкращий фільм незалежного продюсера» на китайсько-американському кінофестивалі 2017 року в Лос-Анджелесі.

## Зовнішні посилання
- Нефритовий кулон на сайті IMDb (англ.)
- Нефритовий кулон на сайті Rotten Tomatoes (англ.)